# Servantes de Jésus-Sacrement de Guadalajara
Ne doit pas être confondu avec Servantes de Jésus-Sacrement de Buenos Aires.
Les servantes de Jésus-Sacrement de Guadalajara forment une congrégation religieuse féminine enseignante et adoratrice de droit pontifical.

## Histoire
Dans la nuit du 17 au 18 juillet 1901, un voleur entre dans une église de Zapotlán el Grande, ouvre le tabernacle et dérobe un ciboire avec des hosties consacrées. Ce sacrilège émeut le Père Silviano Carrillo Cárdenas (es) (1861-1921), qui organise une neuvaine de réparation et demande que les fidèles se relaient pour s'occuper d'une lampe éternelle allumée devant l'autel. Voyant plus tard des jeunes filles qui s'en occupe, il pense fonder une congrégation religieuse pour adorer le saint sacrement.
Après avoir consulté et reçu l'approbation de José de Jesús Ortiz y Rodríguez (es), archevêque de Guadalajara, il fonde les sœurs servantes de Jésus Sacrement le 25 novembre 1904 à Ciudad Guzmán pour l'adoration perpétuelle et l'enseignement des jeunes filles. La maison-mère est établie à Guadalajara en 1916. Le 4 février 1921, le fondateur est nommé évêque de Sinaloa (aujourd'hui diocèse de Culiacán). L'institut reçoit le décret de louange le 19 mai 1933, il est définitivement approuvé le 17 décembre 1940.

## Activités et diffusion
Les sœurs se consacrent à l'adoration perpétuelle du Saint-Sacrement en esprit de réparation, et à l'enseignement. 
Elles sont présentes au Mexique, en Argentine, au Chili, au Guatemala et aux États-Unis.
La maison-mère est à Guadalajara.
En 2017, la congrégation comptait 602 sœurs dans 74 maisons.